# Xã McDavitt, Quận St. Louis, Minnesota
Xã McDavitt (tiếng Anh: McDavitt Township) là một xã thuộc quận St. Louis, tiểu bang Minnesota, Hoa Kỳ. Năm 2010, dân số của xã này là 459 người.